# Okerkopdwergtiran
De okerkopdwergtiran (Euscarthmus fulviceps) is een zangvogel uit de familie Tyrannidae (tirannen). De vogel is afgesplitst van de witbuikdwergtiran (E. meloryphus).

## Verspreiding en leefgebied
De soort komt voor in zuidwestelijk Ecuador en westelijk Peru.

## Status
De grootte van de populatie is niet gekwantificeerd maar de soort wordt omschreven als algemeen. Op de Rode lijst van de IUCN heeft deze soort de status niet bedreigd.